# Roberto Cruz (Boxer)
Roberto Cruz (* 21. November 1941 in Baguio City, Philippinen) ist ein ehemaliger philippinischer Boxer und Weltmeister der WBA im Halbweltergewicht. Er wurde von Felipe de la Cruz gemanagt. 

## Karriere
Cruz verlor sein Profidebüt im Februar im Jahre 1955 in einem auf 4 Runden angesetzten Kampf gegen Laureano Llarenas, der in diesem Kampf ebenfalls debütierte, einstimmig nach Punkten.
Am 21. März des Jahres 1963 boxte er gegen den Mexikaner Battling Torres um den vakanten Weltmeisterschaftstitel des Verbandes WBA. Dieses Gefecht, das auf 15 Runden angesetzt war, gewann Cruz bereits in der 1. Runde durch klassischen K. o.
Bereits in seiner ersten Titelverteidigung, die nur 3 Monate später stattfand, verlor Cruz jedoch den Gürtel an den US-Amerikaner Eddie Perkins durch einstimmige Punktentscheidung. In diesem Fight ging es auch um den Weltmeistergürtel des WBC.
Cruz absolvierte seine letzten beiden Kämpfe im Jahr 1968. Beide verlor er durch klassischen Knockout.